# نقش إسمت أخوم
نقش إسمت أخوم (أو فيلة 436) يعتبر النقش الهيروغليفي الأخير المعروف حتى الآن، ويؤرخ بالعام 394 ميلاديًا. وقد نُقش في معبد إيزيس في فيلة بجنوب مصر.
النقش مصحوب بصورة يشير لها كذلك للإله النوبي مندوليس، الذي يظهر مرتديًا التاج المميز له. وإضافةً للنص الهيروغليفي هناك نص آخر بالخط الديموطيقي. ويؤرخ النقش الديموطيقي بـ «يوم ميلاد أوزيريس، يوم عيد تكريسه (؟)، العام 110 [من العصر الدقلديانوسي]»، وهو الموافق ليوم 24 أغسطس عام 394 ميلاديًا. في ذلك الوقت كانت مصر الرومانية قد تم نشر المسيحية فيها بشكل كبير، وكانت مصر أبرشية منفصلة ضمن ولاية الشرق الامبراطورية.
النص الهيروغليفي:
النطق:
الترجمة:
والنقش الديموطيقي يترجم:
- “صورة النقش الهيروغليفي”
- “رسم للنقش الهيروغليفي”
- النقش الهيروغليفي
- النقش الديموطيقي
- النقش الهيروغليفي بترتيب العلامات